# 周起 (宋朝)
周起（?—?），字万卿，淄州邹平（山东省邹平市）人，北宋大臣。
周起生下来下肢肥大，父亲周意感到惊异，说：“此儿必起吾门。”因而给他取名起。小时候敏慧像成人一样。周意知卫州，因事削官，周起十三岁，到京师为父喊冤，周意得以恢复故官。周起举进士，就任将作监丞、通判齐州。擢升为著作佐郎、直史馆，官至户部、度支判官。
宋真宗北征，周起领随军粮草事。以右正言知制诰，权判吏部流内铨。不久后担任东京留守判官，判登闻鼓院。东封泰山，摄御史中丞、考制度副使，所过之处留心采访官吏是否能干和民间疾苦上报。东封之后，近臣都称颂功德，周起上疏请求以居安为戒。进升为金部员外郎、判集贤院。
开始设置纠察刑狱司，周起首任。周起于是请求已经判决而事实有所冤枉的以及官吏屈打成招的，一起听他们的申诉，宋真宗听从。擢升为枢密直学士、权知开封府。周起听断明审，没有遗留的事。真宗曾亲自到官衙问劳，周起奏请：“陛下从前没有登基的时候在这里，我请求避开正堂，搬到西庑。”宋真宗下诏听从，正堂定名继照堂。
周起在殿中奏事，正好宋仁宗在后宫降生，宋真宗说：“卿知朕有喜事了吗？应该恭贺我有儿子了”。于是进入后宫中，怀中掏出金钱，赐给了周起。周起改任勾当三班院兼判登闻检院。跟随祭祀汾阴，留权知河中府，转任永兴军、天雄军，所至指出，作风谨烈，皇帝多次赐书褒谕。三次转任为右谏议大夫、知并州。天禧元年（1017年）拜为给事中、同知枢密院事。天禧三年（1019年）进升为礼部侍郎，为枢密副使。曾经和寇准到曹玮家饮酒，后来客人大多都走了，只有周起与寇准大醉，夜深才回去。第二日上朝入见，引咎向皇帝下跪谢罪。宋真宗笑道：“天下无事，大臣相与饮酒，何过之有？”
周起和寇准关系一直很好。寇准被贬，周起也罢为户部郎中、知青州，又降任太常少卿、知光州。之后转任秘书监，改知扬州、杭州二州，又改知应天府。入朝为礼部侍郎、判登闻鼓院。因病请知颍州，改知陈州、汝州。任上去世，赠礼部尚书，谥号安惠。
周起性格周密，凡奏是事和应答宫中的文字，随后烧去草稿，所以他的话，外人不得而知。家中藏书至万余卷。周起善于书法。
弟弟周超，也善于书法，集古今书法作品和演变体法，作成《书苑》十卷，官至主客郎中。周起子：周延荷，以孝友闻名，官至殿中丞；周延隽，非常儒雅敦厚，官至太常少卿。